# Ettal
Pour l’article homonyme, voir Ettal (Micronésie).
Ettal est une commune de Haute-Bavière à 10 km au nord de Garmisch-Partenkirchen et à environ 4 km au sud-est d'Oberammergau dans le district de Garmisch-Partenkirchen. Elle compte aujourd'hui environ 850 habitants et se compose d'Ettal et de Graswang, (où se situe le château de Linderhof), Dickelschwaig et Rahm. La municipalité fait partie de la communauté administrative d'Unterammergau. L'abbaye bénédictine d'Ettal est située sur le territoire de la commune.
En 1922, le compositeur russe Prokofiev s'est retiré pour dix-huit mois à Ettal pour y terminer la composition de son opéra l'Ange de feu.

## Industrie
Brasserie Benedictiner Brauereie.

## Galerie

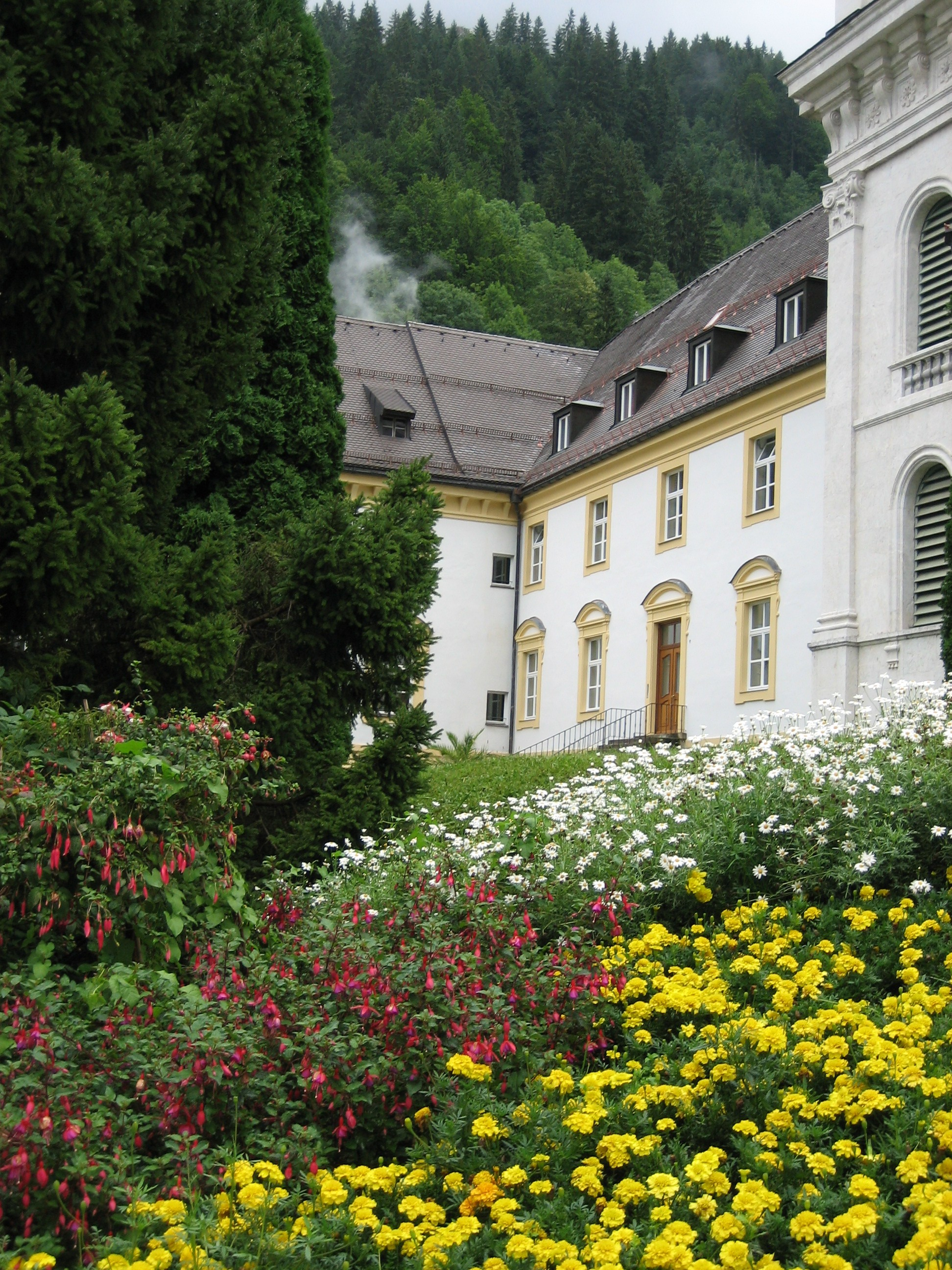
Les jardins de l'abbaye d'Ettal
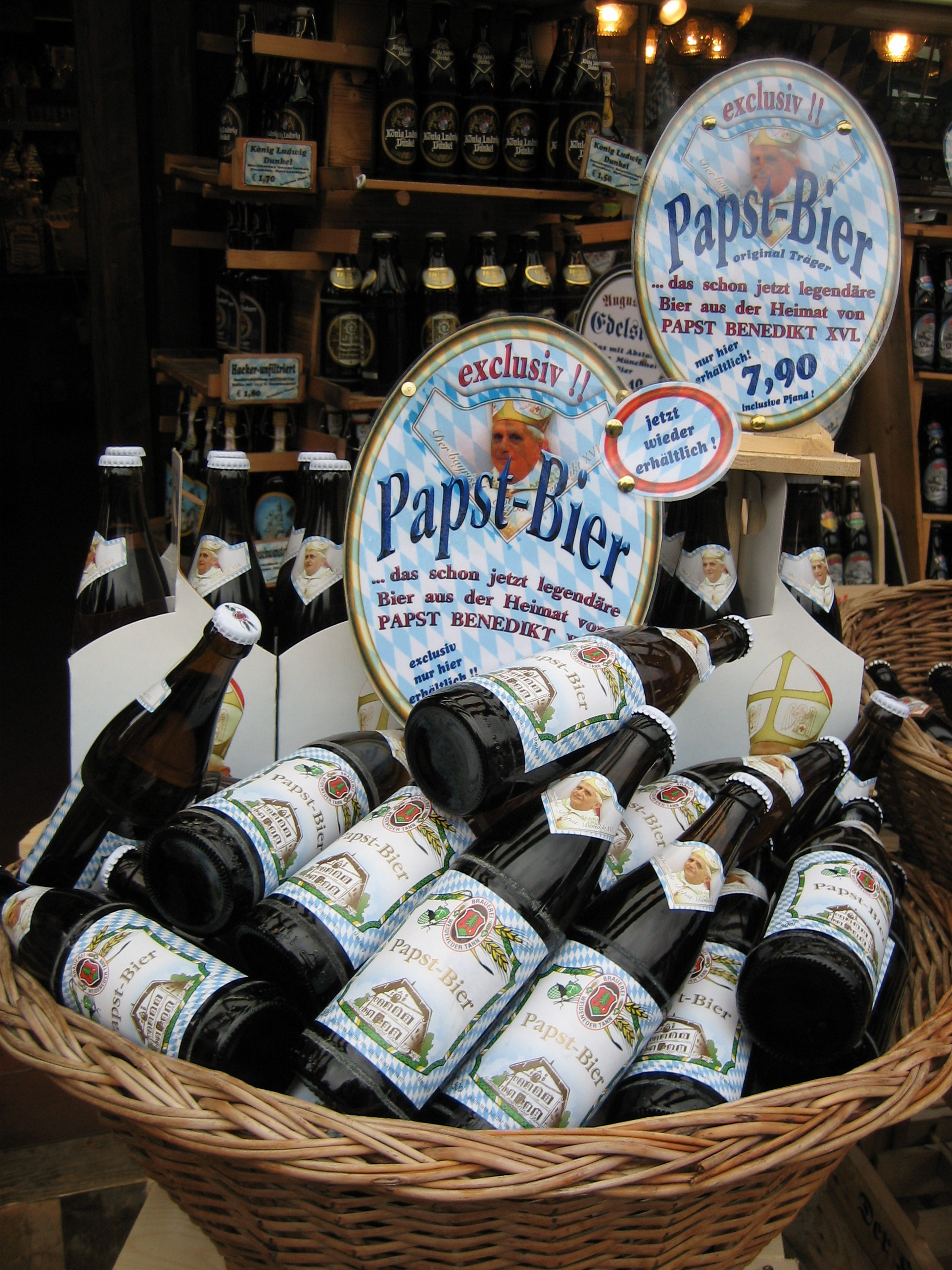
La Papst-Bier, la bière du pape Ratzinger, est vendue devant l'abbaye d'Ettal